# Storm chasing

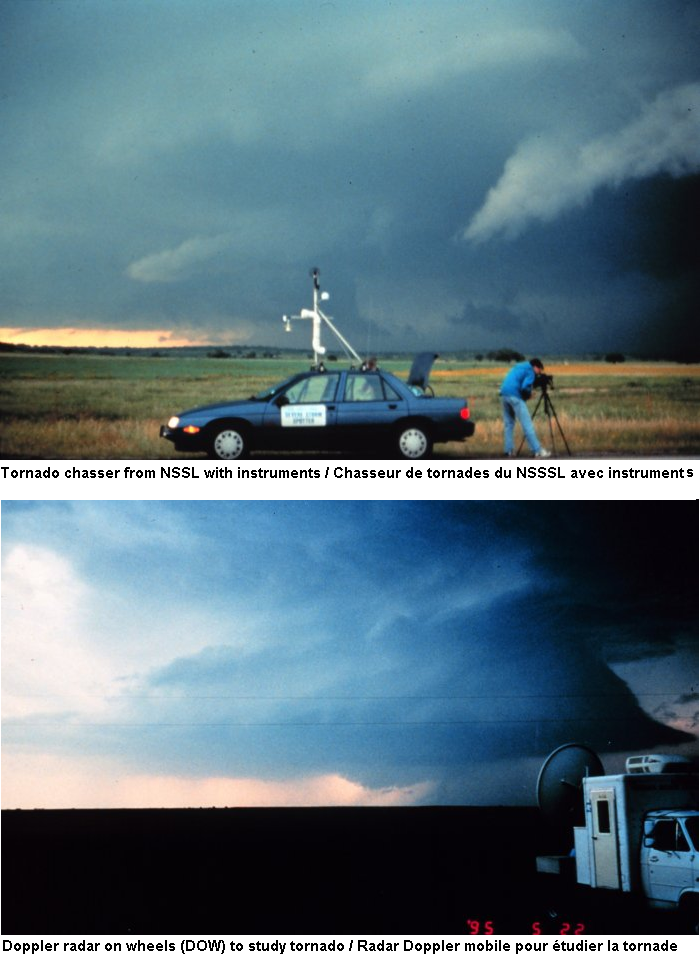
Storm chaser

Lo storm chasing è l'attività di caccia ai temporali, svolta da appassionati e studiosi chiamati storm chaser.
I fenomeni atmosferici studiati sono fulmini, grandine, tornado, uragani, trombe marine e tempeste.
Lo storm chasing viene praticato per passione, ma soprattutto per motivi scientifici: conoscere i cambiamenti dei fenomeni atmosferici può infatti aiutarne la previsione.
Gli eventi naturali non possono essere evitati, ma sapere dove e quando succedono può diminuire la loro pericolosità.

## Storia
I primi cacciatori di temporali sono stati Roger Jensen e David Hoadley, che negli anni cinquanta, senza l'aiuto di PC  e telefono cellulare si limitano a fotografare i tornado.
Lo storm chasing diventa un'attività scientifica nel 1961, quando Neil Ward insegue un violento temporale che produce un tornado. Ward, comunicando via radio con il servizio meteorologico, permette per la prima volta di controllare sul luogo del temporale ciò che viene visto dai radar.
Nel 1964 a Norman, nello stato dell'Oklahoma,  viene fondato il NSSL (National Severe Storms Laboratory) in collaborazione con il dipartimento di meteorologia dell'università dell'Oklahoma, con lo scopo di migliorare le tecniche di previsione dei tornado.
Nel 1972 un gruppo di cacciatori di tornado forma il TIP (Tornado Intercept Project). Essi sono i primi ad utilizzare un radar doppler.
Nel 1980 Howard Bluestein costruisce insieme ai colleghi del NSSL il TOTO (Totable Tornado Observatory), un grosso contenitore di sensori meteorologici. L'idea di piazzare il TOTO sul percorso di un tornado, per far aspirare i sensori dal vortice; l'impresa viene però giudicata troppo pericolosa e l'esperimento viene abbandonato.
Negli anni novanta Joshua Wurman, utilizzando un veicolo munito di radar doppler, misura una velocità del vento di 511 km/h, la più alta mai registrata.
Nel 1994 il NSSL dà vita ad un'operazione scientifica chiamata "progetto VORTEX 1" che, grazie all'utilizzo di attrezzature all'avanguardia, ottiene importanti informazioni su pressione, umidità e temperatura di temporali e tornado.
Il progetto VORTEX 1 termina nel 2008 e riprende nel maggio 2009 con il nome "VORTEX 2".

## Le fasi della caccia

### Scegliere l'obiettivo

#### Determinare l'instabilità atmosferica
Il primo passo dello storm chasing consiste nel determinare dove e quando nasceranno i temporali. È quindi necessario prevedere l'instabilità atmosferica.
L'instabilità atmosferica si ha quando il riscaldamento solare crea correnti invisibili d'aria calda che, trovandosi in zone con temperatura più bassa, tendono a salire verso l'alto a causa del loro minor peso (secondo il principio conosciuto come spinta di Archimede).
Le masse d'aria calda, salendo, si espandono per la minore pressione fino a raffreddarsi, perdendo tutta l'acqua contenuta.
L'acqua, condensandosi, forma una nube visibile, che subisce un'ulteriore spinta verso l'alto a causa del calore latente ceduto durante la condensazione.
La spinta genera un risucchio d'aria dall'ambiente, creando così correnti ascensionali all'interno della nube. Queste correnti, raggiungendo alte quote, condensano a causa della bassa temperatura e precipitano sotto forma di pioggia.
È fondamentale quindi conoscere e studiare quei fattori, quali temperatura, vento, pressione e umidità, che possono creare un'instabilità nell'atmosfera, e di conseguenza un temporale.

#### Individuare il CAP
Uno dei più importanti, fra i fattori presi in considerazione, è il "CAP".
Il termine indica la presenza nella troposfera, la parte dell'atmosfera a diretto contatto con il suolo, di uno strato di aria calda e secca. Il CAP è una barriera che favorisce l'instabilità atmosferica, in quanto l'aria sottostante continua a scaldarsi mentre l'aria sovrastante può raffreddarsi.
Lo spessore di questa barriera determina il cambiamento delle condizioni meteorologiche:
- In caso di CAP moderato si avranno temporali violenti nel tardo pomeriggio e difficilmente prevedibili;
- In caso di CAP forte le precipitazioni non avverranno;
- In caso di CAP debole i temporali saranno di lieve misura.

Il CAP ideale per lo storm chasing è quello medio-forte, in quanto i temporali che riescono a superare la barriera di aria calda sono pochi, intensi e non si ostacolano tra loro, agevolando così il lavoro dello storm chaser.

### Raggiungere l'obiettivo
Una volta scelta la zona di studio, lo storm chaser ha a disposizione diversi strumenti di nowcasting: il satellite meteorologico, il radar meteorologico e il fulminometro (che può anche essere portatile), oltre che alla vista.
La riuscita o meno di un buon lavoro dipende dalla bravura dello storm chaser e dall'osservazione di alcuni utili accorgimenti.

#### Distanza
È consigliabile studiare un temporale da una distanza di sicurezza, per evitare i pericoli del caso e per prevedere meglio le traiettorie della tempesta e le strade da percorrere per seguirla.
Anche le fotografie vanno scattate da una distanza ragionevole, soprattutto per riuscire a inquadrare completamente il soggetto.

#### Posizione
È importante scegliere la giusta posizione rispetto alla tempesta, per poter godere di una vista migliore senza correre il rischio di essere travolti dal vento e dalla pioggia.
La posizione da tenere varia a seconda del tipo di tempesta e dell'esperienza dello storm chaser.

#### Consigli utili
- Verificare il buon funzionamento dell'auto
- Indossare gli abiti adatti: impermeabile, stivali con suola di gomma, guanti ecc.
- Avere un bloc-notes compatto, e non dei fogli volanti
- Avere un telefono cellulare
- Avere una cartina stradale o un GPS
- Prestare attenzione a pali o alberi caduti
- Non bloccare il traffico
- Rallentare in caso di forti piogge
- Non partire da soli
- Non proseguire in caso di forti grandini
- Non muoversi nelle ore notturne o nelle città[8]

## Storm chasing in Italia
Le zone italiane dove si possono formare temporali e tornado sono la Pianura Padana, la costa adriatica, la costa tirrenica dalla Toscana a Napoli e la Sicilia nelle zone di Ragusa e Catania.
Non basta però una tempesta per creare un tornado, e l'Italia vista singolarmente, non ha un territorio adatto per la pratica dello storm chasing.
L'unica area d'Italia morfologicamente adatta all'inseguimento dei temporali, nonché con microclima molto favorevole per la nascita di tempeste e temporali è la Pianura Padana, area italiana storicamente tornadica con importanti e frequenti outbreak tornadici.
La pratica dello storm chasing però non è per nulla facile da attuare in Italia.
Manca un sistema satellitare in grado di dare previsioni in tempo reale, e le reti stradali, spesso invase dal traffico, impediscono l'inseguimento dei temporali.

## Storm chasing negli USA
Negli Stati Uniti, sia la tecnologia sia la geografia del territorio sono favorevoli all'attività di caccia.
I cacciatori di temporali che si trovano negli USA possono sfruttare satelliti in continuo aggiornamento ed il "Nexrad", un radar di ultima generazione che, sovrapposto alle mappe della rete stradale, permette di conoscere la propria posizione rispetto al temporale.

### La "Tornado Alley"
Negli USA dal Texas al Nord Dakota, dal Colorado al Tennessee, si estende la Tornado Alley, la zona dove la possibilità di assistere a temporali e tornado è la più alta del mondo. Essa è costituita per la maggior parte da pianure disabitate: le correnti d'aria provenienti dai due oceani fra i quali gli USA si trovano, Atlantico e Pacifico, possono quindi viaggiare indisturbate a forti velocità.
Inoltre non esistono problemi di traffico e il cacciatore può spostarsi da un luogo all'altro nei tempi stabiliti.